# Sclerochloa woronowii
Sclerochloa woronowii là một loài thực vật có hoa trong họ Hòa thảo. Loài này được (Hack.) Tzvelev miêu tả khoa học đầu tiên năm 1957.